# En el cielo (novela)
En el cielo (en francés Dans le ciel) es una novela del escritor francés Octave Mirbeau, publicada en edición de folletín en L'Écho de Paris en 1892-1893, pero no se editó en volumen hasta 1989.

## Crisis
Cuando escribe Dans le ciel, Mirbeau atraviesa una larga y grave crisis - crisis conyugal, crisis existencial y crisis literaria - y la novela refleja su pesimismo profundo. La condición humana es una tragedia espantosa, sin ninguna finalidad, y el universo es "un crimen", puesto que se matan todas las criaturas vivas. Las sociedades modernas, burguesas-conservadoras y burocráticas, se apoyan todas sobre la opresión y el aplastamiento de los individuos, que se vuelven "larvas". Cuanto a los artistas, los únicos que resisten a la compresión y preservan sus personalidades, conocen una tragedia propia: el ideal estético es mortífero, como lo prueba el suicidio del pintor Lucien, inspirado en Vincent Van Gogh, que Mirbeau acaba de descubrir.

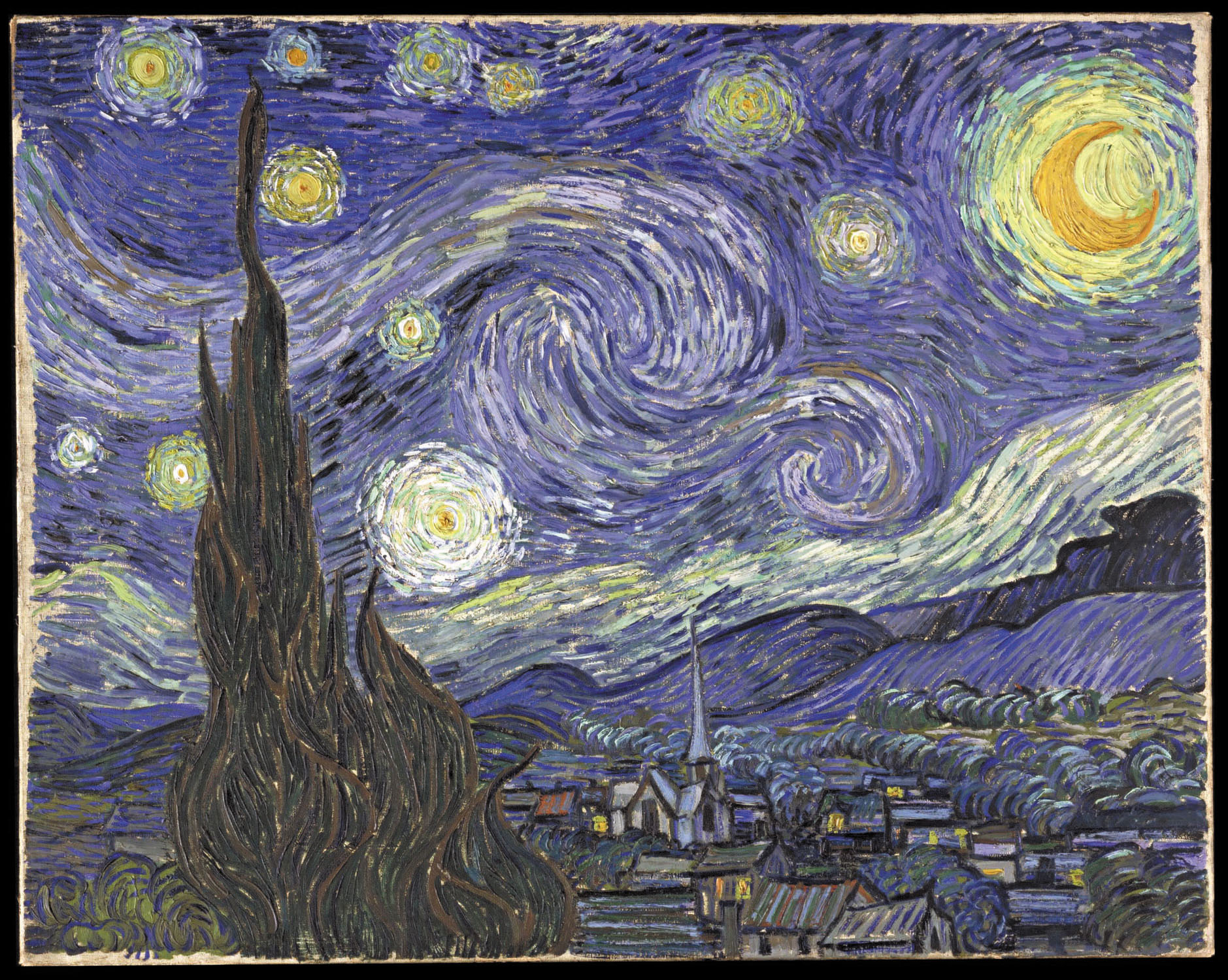
Vincent Van Gogh, La Noche estrellada.

## Comentarios
En el cielo es una novela donde los relatos encajan unos en otros, que rompe con toda preocupación realista (el escenario del pico montañoso, sobre todo, raya el simbolismo) y manifiesta un desprecio total por las reglas convencionales de composición. El relato no obedece a un rígido orden lógico o cronológico, y acaba abruptamente, sin retorno al primer narrador. 
En el cielo expresa además una concepción preexistencialista de la condición humana, escéptica, en la que se siente la influencia de Pascal, pero un Pascal laico. El hombre aparece perdido entre dos infinitos, en un universo sin pauta ni razón que, al no responder a su medida, lo condena a una vida absurda, a la angustia, la soledad y la incomunicación. A través de Lucien – un pintor al que atribuye obras de Van Gogh, especialmente La noche estrellada – Mirbeau  expone la tragedia del verdadero artista, exigente, quien ve el mundo con sus propios ojos en lugar de contentarse con la óptica académica o con producir para el mercado. Hombre abocado a correr eternamente tras un ideal que se le hurta una y otra vez porque los medios de que dispone, su cerebro y su mano «culpable», jamás alcanzan la altura del ideal. 
Esta novela preexistencialista, que se opone al realismo, ha sido traducida al castellano por Daniel Attala (Barataria, 2006).

## Citas
- « Yo quise a mi padre. Yo quise a mi madre. Los he querido hasta en sus ridiculeces, hasta en su maldad hacia mí. Y en el momento en que confieso este acto de fe, desde que los dos están allá, bajo la humilde tierra, carnes perecederas y gusanos hormigueantes, los quiero y los adoro con todo el respeto que he perdido. No los hago responsables ni de las miserias que vinieron de ellos ni del destino –inefable– que su perfecta y tan honesta estupidez me impuso. Legado fatal que nos transmitimos los unos a los otros, con constante e inalterable virtud. Toda la culpa está en la sociedad, que no ha encontrado nada mejor para legitimar sus robos y consagrar su poder supremo, y para mantener, sobre todo, al hombre en un estado de imbecilidad y servidumbre completas, que instituir ese mecanismo admirable de gobierno: la familia. »